# Касселя тема
Те́ма Касселя — тема в шаховій композиції багатоходового жанру логічної школи. Суть теми — хибна спроба білих спростовується в результаті ліквідації чорними загрози мата. Тоді білі проводять підготовчу гру, в якій створюється та ж загроза або подібна, що і в хибному сліді, але можливість спростування ліквідована білими.

## Історія
Ідея належить до групи тем логічної школи. Її запропонували німецькі шахові композитори.
В задачі є хибний слід, але білі не досягають мети, оскільки чорні ліквідовують загрозу мата і в білих немає альтернативної гри. в дійсній грі білі своїм ходом створюють загрозу мата, подібну до загрози хибної гри. Чорні намагаються чинити опір, але завдяки проведеного білими підготовчого плану гри, білі досягають мети.
Ідея дістала назву на честь німецького міста Кассель — тема Касселя.
|   | a | b | c | d | e | f | g | h |   |
| 8 | a8 білий ферзь · e8 чорний кінь · a7 чорний пішак · e7 чорний пішак · g7 чорний слон · a6 чорний король · c6 чорний пішак · f6 чорна тура · c5 білий король · d5 чорний пішак · c4 чорний пішак · f4 білий кінь · a3 чорний кінь · e3 чорна тура · h3 чорний слон · d2 білий слон · e1 біла тура | a8 білий ферзь · e8 чорний кінь · a7 чорний пішак · e7 чорний пішак · g7 чорний слон · a6 чорний король · c6 чорний пішак · f6 чорна тура · c5 білий король · d5 чорний пішак · c4 чорний пішак · f4 білий кінь · a3 чорний кінь · e3 чорна тура · h3 чорний слон · d2 білий слон · e1 біла тура | a8 білий ферзь · e8 чорний кінь · a7 чорний пішак · e7 чорний пішак · g7 чорний слон · a6 чорний король · c6 чорний пішак · f6 чорна тура · c5 білий король · d5 чорний пішак · c4 чорний пішак · f4 білий кінь · a3 чорний кінь · e3 чорна тура · h3 чорний слон · d2 білий слон · e1 біла тура | a8 білий ферзь · e8 чорний кінь · a7 чорний пішак · e7 чорний пішак · g7 чорний слон · a6 чорний король · c6 чорний пішак · f6 чорна тура · c5 білий король · d5 чорний пішак · c4 чорний пішак · f4 білий кінь · a3 чорний кінь · e3 чорна тура · h3 чорний слон · d2 білий слон · e1 біла тура | a8 білий ферзь · e8 чорний кінь · a7 чорний пішак · e7 чорний пішак · g7 чорний слон · a6 чорний король · c6 чорний пішак · f6 чорна тура · c5 білий король · d5 чорний пішак · c4 чорний пішак · f4 білий кінь · a3 чорний кінь · e3 чорна тура · h3 чорний слон · d2 білий слон · e1 біла тура | a8 білий ферзь · e8 чорний кінь · a7 чорний пішак · e7 чорний пішак · g7 чорний слон · a6 чорний король · c6 чорний пішак · f6 чорна тура · c5 білий король · d5 чорний пішак · c4 чорний пішак · f4 білий кінь · a3 чорний кінь · e3 чорна тура · h3 чорний слон · d2 білий слон · e1 біла тура | a8 білий ферзь · e8 чорний кінь · a7 чорний пішак · e7 чорний пішак · g7 чорний слон · a6 чорний король · c6 чорний пішак · f6 чорна тура · c5 білий король · d5 чорний пішак · c4 чорний пішак · f4 білий кінь · a3 чорний кінь · e3 чорна тура · h3 чорний слон · d2 білий слон · e1 біла тура | a8 білий ферзь · e8 чорний кінь · a7 чорний пішак · e7 чорний пішак · g7 чорний слон · a6 чорний король · c6 чорний пішак · f6 чорна тура · c5 білий король · d5 чорний пішак · c4 чорний пішак · f4 білий кінь · a3 чорний кінь · e3 чорна тура · h3 чорний слон · d2 білий слон · e1 біла тура | 8 |
| 7 | a8 білий ферзь · e8 чорний кінь · a7 чорний пішак · e7 чорний пішак · g7 чорний слон · a6 чорний король · c6 чорний пішак · f6 чорна тура · c5 білий король · d5 чорний пішак · c4 чорний пішак · f4 білий кінь · a3 чорний кінь · e3 чорна тура · h3 чорний слон · d2 білий слон · e1 біла тура | a8 білий ферзь · e8 чорний кінь · a7 чорний пішак · e7 чорний пішак · g7 чорний слон · a6 чорний король · c6 чорний пішак · f6 чорна тура · c5 білий король · d5 чорний пішак · c4 чорний пішак · f4 білий кінь · a3 чорний кінь · e3 чорна тура · h3 чорний слон · d2 білий слон · e1 біла тура | a8 білий ферзь · e8 чорний кінь · a7 чорний пішак · e7 чорний пішак · g7 чорний слон · a6 чорний король · c6 чорний пішак · f6 чорна тура · c5 білий король · d5 чорний пішак · c4 чорний пішак · f4 білий кінь · a3 чорний кінь · e3 чорна тура · h3 чорний слон · d2 білий слон · e1 біла тура | a8 білий ферзь · e8 чорний кінь · a7 чорний пішак · e7 чорний пішак · g7 чорний слон · a6 чорний король · c6 чорний пішак · f6 чорна тура · c5 білий король · d5 чорний пішак · c4 чорний пішак · f4 білий кінь · a3 чорний кінь · e3 чорна тура · h3 чорний слон · d2 білий слон · e1 біла тура | a8 білий ферзь · e8 чорний кінь · a7 чорний пішак · e7 чорний пішак · g7 чорний слон · a6 чорний король · c6 чорний пішак · f6 чорна тура · c5 білий король · d5 чорний пішак · c4 чорний пішак · f4 білий кінь · a3 чорний кінь · e3 чорна тура · h3 чорний слон · d2 білий слон · e1 біла тура | a8 білий ферзь · e8 чорний кінь · a7 чорний пішак · e7 чорний пішак · g7 чорний слон · a6 чорний король · c6 чорний пішак · f6 чорна тура · c5 білий король · d5 чорний пішак · c4 чорний пішак · f4 білий кінь · a3 чорний кінь · e3 чорна тура · h3 чорний слон · d2 білий слон · e1 біла тура | a8 білий ферзь · e8 чорний кінь · a7 чорний пішак · e7 чорний пішак · g7 чорний слон · a6 чорний король · c6 чорний пішак · f6 чорна тура · c5 білий король · d5 чорний пішак · c4 чорний пішак · f4 білий кінь · a3 чорний кінь · e3 чорна тура · h3 чорний слон · d2 білий слон · e1 біла тура | a8 білий ферзь · e8 чорний кінь · a7 чорний пішак · e7 чорний пішак · g7 чорний слон · a6 чорний король · c6 чорний пішак · f6 чорна тура · c5 білий король · d5 чорний пішак · c4 чорний пішак · f4 білий кінь · a3 чорний кінь · e3 чорна тура · h3 чорний слон · d2 білий слон · e1 біла тура | 7 |
| 6 | a8 білий ферзь · e8 чорний кінь · a7 чорний пішак · e7 чорний пішак · g7 чорний слон · a6 чорний король · c6 чорний пішак · f6 чорна тура · c5 білий король · d5 чорний пішак · c4 чорний пішак · f4 білий кінь · a3 чорний кінь · e3 чорна тура · h3 чорний слон · d2 білий слон · e1 біла тура | a8 білий ферзь · e8 чорний кінь · a7 чорний пішак · e7 чорний пішак · g7 чорний слон · a6 чорний король · c6 чорний пішак · f6 чорна тура · c5 білий король · d5 чорний пішак · c4 чорний пішак · f4 білий кінь · a3 чорний кінь · e3 чорна тура · h3 чорний слон · d2 білий слон · e1 біла тура | a8 білий ферзь · e8 чорний кінь · a7 чорний пішак · e7 чорний пішак · g7 чорний слон · a6 чорний король · c6 чорний пішак · f6 чорна тура · c5 білий король · d5 чорний пішак · c4 чорний пішак · f4 білий кінь · a3 чорний кінь · e3 чорна тура · h3 чорний слон · d2 білий слон · e1 біла тура | a8 білий ферзь · e8 чорний кінь · a7 чорний пішак · e7 чорний пішак · g7 чорний слон · a6 чорний король · c6 чорний пішак · f6 чорна тура · c5 білий король · d5 чорний пішак · c4 чорний пішак · f4 білий кінь · a3 чорний кінь · e3 чорна тура · h3 чорний слон · d2 білий слон · e1 біла тура | a8 білий ферзь · e8 чорний кінь · a7 чорний пішак · e7 чорний пішак · g7 чорний слон · a6 чорний король · c6 чорний пішак · f6 чорна тура · c5 білий король · d5 чорний пішак · c4 чорний пішак · f4 білий кінь · a3 чорний кінь · e3 чорна тура · h3 чорний слон · d2 білий слон · e1 біла тура | a8 білий ферзь · e8 чорний кінь · a7 чорний пішак · e7 чорний пішак · g7 чорний слон · a6 чорний король · c6 чорний пішак · f6 чорна тура · c5 білий король · d5 чорний пішак · c4 чорний пішак · f4 білий кінь · a3 чорний кінь · e3 чорна тура · h3 чорний слон · d2 білий слон · e1 біла тура | a8 білий ферзь · e8 чорний кінь · a7 чорний пішак · e7 чорний пішак · g7 чорний слон · a6 чорний король · c6 чорний пішак · f6 чорна тура · c5 білий король · d5 чорний пішак · c4 чорний пішак · f4 білий кінь · a3 чорний кінь · e3 чорна тура · h3 чорний слон · d2 білий слон · e1 біла тура | a8 білий ферзь · e8 чорний кінь · a7 чорний пішак · e7 чорний пішак · g7 чорний слон · a6 чорний король · c6 чорний пішак · f6 чорна тура · c5 білий король · d5 чорний пішак · c4 чорний пішак · f4 білий кінь · a3 чорний кінь · e3 чорна тура · h3 чорний слон · d2 білий слон · e1 біла тура | 6 |
| 5 | a8 білий ферзь · e8 чорний кінь · a7 чорний пішак · e7 чорний пішак · g7 чорний слон · a6 чорний король · c6 чорний пішак · f6 чорна тура · c5 білий король · d5 чорний пішак · c4 чорний пішак · f4 білий кінь · a3 чорний кінь · e3 чорна тура · h3 чорний слон · d2 білий слон · e1 біла тура | a8 білий ферзь · e8 чорний кінь · a7 чорний пішак · e7 чорний пішак · g7 чорний слон · a6 чорний король · c6 чорний пішак · f6 чорна тура · c5 білий король · d5 чорний пішак · c4 чорний пішак · f4 білий кінь · a3 чорний кінь · e3 чорна тура · h3 чорний слон · d2 білий слон · e1 біла тура | a8 білий ферзь · e8 чорний кінь · a7 чорний пішак · e7 чорний пішак · g7 чорний слон · a6 чорний король · c6 чорний пішак · f6 чорна тура · c5 білий король · d5 чорний пішак · c4 чорний пішак · f4 білий кінь · a3 чорний кінь · e3 чорна тура · h3 чорний слон · d2 білий слон · e1 біла тура | a8 білий ферзь · e8 чорний кінь · a7 чорний пішак · e7 чорний пішак · g7 чорний слон · a6 чорний король · c6 чорний пішак · f6 чорна тура · c5 білий король · d5 чорний пішак · c4 чорний пішак · f4 білий кінь · a3 чорний кінь · e3 чорна тура · h3 чорний слон · d2 білий слон · e1 біла тура | a8 білий ферзь · e8 чорний кінь · a7 чорний пішак · e7 чорний пішак · g7 чорний слон · a6 чорний король · c6 чорний пішак · f6 чорна тура · c5 білий король · d5 чорний пішак · c4 чорний пішак · f4 білий кінь · a3 чорний кінь · e3 чорна тура · h3 чорний слон · d2 білий слон · e1 біла тура | a8 білий ферзь · e8 чорний кінь · a7 чорний пішак · e7 чорний пішак · g7 чорний слон · a6 чорний король · c6 чорний пішак · f6 чорна тура · c5 білий король · d5 чорний пішак · c4 чорний пішак · f4 білий кінь · a3 чорний кінь · e3 чорна тура · h3 чорний слон · d2 білий слон · e1 біла тура | a8 білий ферзь · e8 чорний кінь · a7 чорний пішак · e7 чорний пішак · g7 чорний слон · a6 чорний король · c6 чорний пішак · f6 чорна тура · c5 білий король · d5 чорний пішак · c4 чорний пішак · f4 білий кінь · a3 чорний кінь · e3 чорна тура · h3 чорний слон · d2 білий слон · e1 біла тура | a8 білий ферзь · e8 чорний кінь · a7 чорний пішак · e7 чорний пішак · g7 чорний слон · a6 чорний король · c6 чорний пішак · f6 чорна тура · c5 білий король · d5 чорний пішак · c4 чорний пішак · f4 білий кінь · a3 чорний кінь · e3 чорна тура · h3 чорний слон · d2 білий слон · e1 біла тура | 5 |
| 4 | a8 білий ферзь · e8 чорний кінь · a7 чорний пішак · e7 чорний пішак · g7 чорний слон · a6 чорний король · c6 чорний пішак · f6 чорна тура · c5 білий король · d5 чорний пішак · c4 чорний пішак · f4 білий кінь · a3 чорний кінь · e3 чорна тура · h3 чорний слон · d2 білий слон · e1 біла тура | a8 білий ферзь · e8 чорний кінь · a7 чорний пішак · e7 чорний пішак · g7 чорний слон · a6 чорний король · c6 чорний пішак · f6 чорна тура · c5 білий король · d5 чорний пішак · c4 чорний пішак · f4 білий кінь · a3 чорний кінь · e3 чорна тура · h3 чорний слон · d2 білий слон · e1 біла тура | a8 білий ферзь · e8 чорний кінь · a7 чорний пішак · e7 чорний пішак · g7 чорний слон · a6 чорний король · c6 чорний пішак · f6 чорна тура · c5 білий король · d5 чорний пішак · c4 чорний пішак · f4 білий кінь · a3 чорний кінь · e3 чорна тура · h3 чорний слон · d2 білий слон · e1 біла тура | a8 білий ферзь · e8 чорний кінь · a7 чорний пішак · e7 чорний пішак · g7 чорний слон · a6 чорний король · c6 чорний пішак · f6 чорна тура · c5 білий король · d5 чорний пішак · c4 чорний пішак · f4 білий кінь · a3 чорний кінь · e3 чорна тура · h3 чорний слон · d2 білий слон · e1 біла тура | a8 білий ферзь · e8 чорний кінь · a7 чорний пішак · e7 чорний пішак · g7 чорний слон · a6 чорний король · c6 чорний пішак · f6 чорна тура · c5 білий король · d5 чорний пішак · c4 чорний пішак · f4 білий кінь · a3 чорний кінь · e3 чорна тура · h3 чорний слон · d2 білий слон · e1 біла тура | a8 білий ферзь · e8 чорний кінь · a7 чорний пішак · e7 чорний пішак · g7 чорний слон · a6 чорний король · c6 чорний пішак · f6 чорна тура · c5 білий король · d5 чорний пішак · c4 чорний пішак · f4 білий кінь · a3 чорний кінь · e3 чорна тура · h3 чорний слон · d2 білий слон · e1 біла тура | a8 білий ферзь · e8 чорний кінь · a7 чорний пішак · e7 чорний пішак · g7 чорний слон · a6 чорний король · c6 чорний пішак · f6 чорна тура · c5 білий король · d5 чорний пішак · c4 чорний пішак · f4 білий кінь · a3 чорний кінь · e3 чорна тура · h3 чорний слон · d2 білий слон · e1 біла тура | a8 білий ферзь · e8 чорний кінь · a7 чорний пішак · e7 чорний пішак · g7 чорний слон · a6 чорний король · c6 чорний пішак · f6 чорна тура · c5 білий король · d5 чорний пішак · c4 чорний пішак · f4 білий кінь · a3 чорний кінь · e3 чорна тура · h3 чорний слон · d2 білий слон · e1 біла тура | 4 |
| 3 | a8 білий ферзь · e8 чорний кінь · a7 чорний пішак · e7 чорний пішак · g7 чорний слон · a6 чорний король · c6 чорний пішак · f6 чорна тура · c5 білий король · d5 чорний пішак · c4 чорний пішак · f4 білий кінь · a3 чорний кінь · e3 чорна тура · h3 чорний слон · d2 білий слон · e1 біла тура | a8 білий ферзь · e8 чорний кінь · a7 чорний пішак · e7 чорний пішак · g7 чорний слон · a6 чорний король · c6 чорний пішак · f6 чорна тура · c5 білий король · d5 чорний пішак · c4 чорний пішак · f4 білий кінь · a3 чорний кінь · e3 чорна тура · h3 чорний слон · d2 білий слон · e1 біла тура | a8 білий ферзь · e8 чорний кінь · a7 чорний пішак · e7 чорний пішак · g7 чорний слон · a6 чорний король · c6 чорний пішак · f6 чорна тура · c5 білий король · d5 чорний пішак · c4 чорний пішак · f4 білий кінь · a3 чорний кінь · e3 чорна тура · h3 чорний слон · d2 білий слон · e1 біла тура | a8 білий ферзь · e8 чорний кінь · a7 чорний пішак · e7 чорний пішак · g7 чорний слон · a6 чорний король · c6 чорний пішак · f6 чорна тура · c5 білий король · d5 чорний пішак · c4 чорний пішак · f4 білий кінь · a3 чорний кінь · e3 чорна тура · h3 чорний слон · d2 білий слон · e1 біла тура | a8 білий ферзь · e8 чорний кінь · a7 чорний пішак · e7 чорний пішак · g7 чорний слон · a6 чорний король · c6 чорний пішак · f6 чорна тура · c5 білий король · d5 чорний пішак · c4 чорний пішак · f4 білий кінь · a3 чорний кінь · e3 чорна тура · h3 чорний слон · d2 білий слон · e1 біла тура | a8 білий ферзь · e8 чорний кінь · a7 чорний пішак · e7 чорний пішак · g7 чорний слон · a6 чорний король · c6 чорний пішак · f6 чорна тура · c5 білий король · d5 чорний пішак · c4 чорний пішак · f4 білий кінь · a3 чорний кінь · e3 чорна тура · h3 чорний слон · d2 білий слон · e1 біла тура | a8 білий ферзь · e8 чорний кінь · a7 чорний пішак · e7 чорний пішак · g7 чорний слон · a6 чорний король · c6 чорний пішак · f6 чорна тура · c5 білий король · d5 чорний пішак · c4 чорний пішак · f4 білий кінь · a3 чорний кінь · e3 чорна тура · h3 чорний слон · d2 білий слон · e1 біла тура | a8 білий ферзь · e8 чорний кінь · a7 чорний пішак · e7 чорний пішак · g7 чорний слон · a6 чорний король · c6 чорний пішак · f6 чорна тура · c5 білий король · d5 чорний пішак · c4 чорний пішак · f4 білий кінь · a3 чорний кінь · e3 чорна тура · h3 чорний слон · d2 білий слон · e1 біла тура | 3 |
| 2 | a8 білий ферзь · e8 чорний кінь · a7 чорний пішак · e7 чорний пішак · g7 чорний слон · a6 чорний король · c6 чорний пішак · f6 чорна тура · c5 білий король · d5 чорний пішак · c4 чорний пішак · f4 білий кінь · a3 чорний кінь · e3 чорна тура · h3 чорний слон · d2 білий слон · e1 біла тура | a8 білий ферзь · e8 чорний кінь · a7 чорний пішак · e7 чорний пішак · g7 чорний слон · a6 чорний король · c6 чорний пішак · f6 чорна тура · c5 білий король · d5 чорний пішак · c4 чорний пішак · f4 білий кінь · a3 чорний кінь · e3 чорна тура · h3 чорний слон · d2 білий слон · e1 біла тура | a8 білий ферзь · e8 чорний кінь · a7 чорний пішак · e7 чорний пішак · g7 чорний слон · a6 чорний король · c6 чорний пішак · f6 чорна тура · c5 білий король · d5 чорний пішак · c4 чорний пішак · f4 білий кінь · a3 чорний кінь · e3 чорна тура · h3 чорний слон · d2 білий слон · e1 біла тура | a8 білий ферзь · e8 чорний кінь · a7 чорний пішак · e7 чорний пішак · g7 чорний слон · a6 чорний король · c6 чорний пішак · f6 чорна тура · c5 білий король · d5 чорний пішак · c4 чорний пішак · f4 білий кінь · a3 чорний кінь · e3 чорна тура · h3 чорний слон · d2 білий слон · e1 біла тура | a8 білий ферзь · e8 чорний кінь · a7 чорний пішак · e7 чорний пішак · g7 чорний слон · a6 чорний король · c6 чорний пішак · f6 чорна тура · c5 білий король · d5 чорний пішак · c4 чорний пішак · f4 білий кінь · a3 чорний кінь · e3 чорна тура · h3 чорний слон · d2 білий слон · e1 біла тура | a8 білий ферзь · e8 чорний кінь · a7 чорний пішак · e7 чорний пішак · g7 чорний слон · a6 чорний король · c6 чорний пішак · f6 чорна тура · c5 білий король · d5 чорний пішак · c4 чорний пішак · f4 білий кінь · a3 чорний кінь · e3 чорна тура · h3 чорний слон · d2 білий слон · e1 біла тура | a8 білий ферзь · e8 чорний кінь · a7 чорний пішак · e7 чорний пішак · g7 чорний слон · a6 чорний король · c6 чорний пішак · f6 чорна тура · c5 білий король · d5 чорний пішак · c4 чорний пішак · f4 білий кінь · a3 чорний кінь · e3 чорна тура · h3 чорний слон · d2 білий слон · e1 біла тура | a8 білий ферзь · e8 чорний кінь · a7 чорний пішак · e7 чорний пішак · g7 чорний слон · a6 чорний король · c6 чорний пішак · f6 чорна тура · c5 білий король · d5 чорний пішак · c4 чорний пішак · f4 білий кінь · a3 чорний кінь · e3 чорна тура · h3 чорний слон · d2 білий слон · e1 біла тура | 2 |
| 1 | a8 білий ферзь · e8 чорний кінь · a7 чорний пішак · e7 чорний пішак · g7 чорний слон · a6 чорний король · c6 чорний пішак · f6 чорна тура · c5 білий король · d5 чорний пішак · c4 чорний пішак · f4 білий кінь · a3 чорний кінь · e3 чорна тура · h3 чорний слон · d2 білий слон · e1 біла тура | a8 білий ферзь · e8 чорний кінь · a7 чорний пішак · e7 чорний пішак · g7 чорний слон · a6 чорний король · c6 чорний пішак · f6 чорна тура · c5 білий король · d5 чорний пішак · c4 чорний пішак · f4 білий кінь · a3 чорний кінь · e3 чорна тура · h3 чорний слон · d2 білий слон · e1 біла тура | a8 білий ферзь · e8 чорний кінь · a7 чорний пішак · e7 чорний пішак · g7 чорний слон · a6 чорний король · c6 чорний пішак · f6 чорна тура · c5 білий король · d5 чорний пішак · c4 чорний пішак · f4 білий кінь · a3 чорний кінь · e3 чорна тура · h3 чорний слон · d2 білий слон · e1 біла тура | a8 білий ферзь · e8 чорний кінь · a7 чорний пішак · e7 чорний пішак · g7 чорний слон · a6 чорний король · c6 чорний пішак · f6 чорна тура · c5 білий король · d5 чорний пішак · c4 чорний пішак · f4 білий кінь · a3 чорний кінь · e3 чорна тура · h3 чорний слон · d2 білий слон · e1 біла тура | a8 білий ферзь · e8 чорний кінь · a7 чорний пішак · e7 чорний пішак · g7 чорний слон · a6 чорний король · c6 чорний пішак · f6 чорна тура · c5 білий король · d5 чорний пішак · c4 чорний пішак · f4 білий кінь · a3 чорний кінь · e3 чорна тура · h3 чорний слон · d2 білий слон · e1 біла тура | a8 білий ферзь · e8 чорний кінь · a7 чорний пішак · e7 чорний пішак · g7 чорний слон · a6 чорний король · c6 чорний пішак · f6 чорна тура · c5 білий король · d5 чорний пішак · c4 чорний пішак · f4 білий кінь · a3 чорний кінь · e3 чорна тура · h3 чорний слон · d2 білий слон · e1 біла тура | a8 білий ферзь · e8 чорний кінь · a7 чорний пішак · e7 чорний пішак · g7 чорний слон · a6 чорний король · c6 чорний пішак · f6 чорна тура · c5 білий король · d5 чорний пішак · c4 чорний пішак · f4 білий кінь · a3 чорний кінь · e3 чорна тура · h3 чорний слон · d2 білий слон · e1 біла тура | a8 білий ферзь · e8 чорний кінь · a7 чорний пішак · e7 чорний пішак · g7 чорний слон · a6 чорний король · c6 чорний пішак · f6 чорна тура · c5 білий король · d5 чорний пішак · c4 чорний пішак · f4 білий кінь · a3 чорний кінь · e3 чорна тура · h3 чорний слон · d2 білий слон · e1 біла тура | 1 |
|   | a | b | c | d | e | f | g | h |   |

FEN: Q3n3/p3p1b1/k1p2r2/2Kp4/2p2N2/n3r2b/3B4/4R3
1. Se6? ~ 2. Qc6, Qc8#, 1. … Rb3! 2. Qc6 Rb6 3. Qc8 Rb7!
1. Sd3! ~ 2. Sb4 Ka5 3. Qa7#
1. … Rd3 2. Re6! Rb3 3. Qc6 Rb6 4. Qc8#